# Open GDF SUEZ de Cagnes-sur-Mer Alpes-Maritimes
L'Open GDF SUEZ de Cagnes-sur-Mer Alpes-Maritimes  è stato un torneo di tennis che si è giocato a Cagnes-sur-Mer in Francia dal 1998 e faceva parte del cincuito ITF Circuit. L'edizione del 2021 venne prima spostata a maggio del 2022 per motivi legati alla pandemia di coronavirus, ma infine il torneo venne cancellato.

## Albo d'oro

### Singolare
| Anno             | Campionessa               | Finalista                | Punteggio           |
| ---------------- | ------------------------- | ------------------------ | ------------------- |
| 2022             | Cancellata                | Cancellata               | Cancellata          |
| 2021             | Posticipata al 2022       | Posticipata al 2022      | Posticipata al 2022 |
| 2020             | Sara Sorribes Tormo       | Irina Bara               | 6–3, 6–4            |
| 2019             | Christina McHale          | Stefanie Vögele          | 7–6(4), 6–2         |
| ↑ ITF $80.000 ↑  |                           |                          |                     |
| 2018             | Rebecca Peterson          | Dayana Yastremska        | 6–4, 7–5            |
| 2017             | Beatriz Haddad Maia       | Jil Teichmann            | 6–3, 6–3            |
| 2016             | Magda Linette             | Carina Witthöft          | 6–3, 7–5            |
| 2015             | Carina Witthöft           | Tatjana Maria            | 7–5, 6–1            |
| 2014             | Sharon Fichman            | Timea Bacsinszky         | 6–2, 6–2            |
| 2013             | Caroline Garcia           | Maryna Zanevs'ka         | 6–0, 4–6, 6–3       |
| 2012             | Julija Putinceva          | Patricia Mayr-Achleitner | 6–2, 6–1            |
| 2011             | Sorana Cîrstea            | Pauline Parmentier       | 6(5)–7, 6–2, 6–2    |
| 2010             | Kaia Kanepi               | Maša Zec Peškirič        | 6–3, 6–2            |
| 2009             | Maria Elena Camerin       | Zuzana Ondrášková        | 6–1, 6–2            |
| 2008             | Viktorija Kutuzova        | Maret Ani                | 6–1, 7–5            |
| 2007             | Timea Bacsinszky          | Tatjana Maria            | 6–4, 6–1            |
| ↑ ITF $100.000 ↑ |                           |                          |                     |
| 2006             | Martina Müller            | Nastas'sja Jakimava      | 7–6(6), 2–6, 6–0    |
| 2005             | Laura Pous Tió            | Ekaterina Byčkova        | 7–6(4), 6–4         |
| 2004             | Séverine Brémond Beltrame | Anna-Lena Grönefeld      | 6–4, 6–4            |
| 2003             | Stéphanie Cohen-Aloro     | Julija Bejhel'zymer      | 6–4, 6–3            |
| ↑ ITF $75.000 ↑  |                           |                          |                     |
| 2002             | Émilie Loit               | Alena Vasková            | 7–5, 3–6, 6–4       |
| ↑ ITF $50.000 ↑  |                           |                          |                     |
| 2001             | Jana Hlaváčková           | Sabine Klaschka          | 7–5, 6–4            |
| 2000             | Iroda Tulyaganova         | Giulia Casoni            | 6–2, 6–3            |
| 1999             | Lucy Ahl                  | Virginie Razzano         | 4–6, 7–5, 6–2       |
| ↑ ITF $25.000 ↑  |                           |                          |                     |
| 1998             | Nancy Feber               | Carine Bornu             | 6–0, 6–1            |
| ↑ ITF $10.000 ↑  |                           |                          |                     |

### Doppio
| Anno             | Campionesse                              | Finaliste                                    | Punteggio           |
| ---------------- | ---------------------------------------- | -------------------------------------------- | ------------------- |
| 2022             | Cancellata                               | Cancellata                                   | Cancellata          |
| 2021             | Posticipata al 2022                      | Posticipata al 2022                          | Posticipata al 2022 |
| 2020             | Samantha Murray Sharan Julia Wachaczyk   | Paula Kania Katarzyna Piter                  | 7–5, 6–2            |
| 2019             | Anna Blinkova Xenia Knoll                | Beatriz Haddad Maia Luisa Stefani            | 4–6, 6–2, [14–12]   |
| ↑ ITF $80.000 ↑  |                                          |                                              |                     |
| 2018             | Kaitlyn Christian Sabrina Santamaria     | Vera Lapko Galina Voskoboeva                 | 2–6, 7–5, [10–7]    |
| 2017             | Chang Kai-chen Hsieh Su-wei              | Raluca Olaru Renata Voráčová                 | 7–5, 6–1            |
| 2016             | Andreea Mitu Demi Schuurs                | Xenia Knoll Aleksandra Krunić                | 6–4, 7–5            |
| 2015             | Johanna Konta Laura Thorpe               | Jocelyn Rae Anna Smith                       | 1–6, 6–4, [10–5]    |
| 2014             | Kiki Bertens Johanna Larsson             | Tatiana Búa Daniela Seguel                   | 7–6(4), 6–4         |
| 2013             | Vania King Arantxa Rus                   | Catalina Castaño Teliana Pereira             | 4–6, 7–5, [10–8]    |
| 2012             | Aleksandra Panova Urszula Radwańska      | Katalin Marosi Renata Voráčová               | 7–5, 4–6, [10–6]    |
| 2011             | Anna-Lena Grönefeld Petra Martić         | Darija Jurak Renata Voráčová                 | 1–6, 6–2, [11–9]    |
| 2010             | Mervana Jugić-Salkić Darija Jurak        | Stéphanie Cohen-Aloro Kristina Mladenovic    | 0–6, 6–2, [10–5]    |
| 2009             | Julie Coin Marie-Ève Pelletier           | Erica Krauth Anna Tatišvili                  | 6–4, 6–3            |
| 2008             | Monica Niculescu Renata Voráčová         | Julie Coin Marie-Ève Pelletier               | 6(2)–7, 6–1, [10–5] |
| 2007             | Timea Bacsinszky Aurélie Védy (2)        | Katarina Kachlíková Anastasija Pavljučenkova | 7–5, 7–5            |
| ↑ ITF $100.000 ↑ |                                          |                                              |                     |
| 2006             | Sophie Lefèvre Aurélie Védy (1)          | Daniela Klemenschits Sandra Klemenschits     | 2–6, 6–4, 7–6(1)    |
| 2005             | Julija Bejhel'zymer Sandra Klösel        | Caroline Dhenin Andreea Vanc                 | 6–3, 3–6, 6–1       |
| 2004             | Ljubomira Bačeva Eva Birnerová           | Ruxandra Dragomir-Ilie Antonia Matic         | 4–6, 7–6(4), 6–3    |
| 2003             | Vera Duševina Galina Voskoboeva          | Julija Bejhel'zymer Anna Zaporožanova        | 6–3, 6–4            |
| ↑ ITF $75.000 ↑  |                                          |                                              |                     |
| 2002             | Stéphanie Cohen-Aloro Dally Randriantefy | Iveta Benešová Caroline Dhenin               | 6–2, 6–4            |
| ↑ ITF $50.000 ↑  |                                          |                                              |                     |
| 2001             | Carine Bornu Caroline Dhenin             | Sophie Georges Capucine Rousseau             | 6–4, 6–3            |
| 2000             | Angelika Bachmann Giulia Casoni          | Iroda Tulyaganova Anna Zaporožanova          | 7–5, 6–1            |
| 1999             | Karen Cross Amanda Grahame               | Louise Pleming Catherine Tanvier             | 6–4, 3–6, 7–6       |
| ↑ ITF $25.000 ↑  |                                          |                                              |                     |
| 1998             | Helen Crook Victoria Davies              | Yvette Basting Magdalena Zdenovcová          | 6–3, 6–3            |
| ↑ ITF $10.000 ↑  |                                          |                                              |                     |